# Стром Термонд (језеро)
Стром Термонд (енгл. Lake Strom Thurmond) је вештачко језеро у Сједињеним Америчким Државама. Налази се на територији америчких савезних држава Џорџија и Јужна Каролина. Површина језера износи 287 km².